# Dachsjagd
Dachsjagd ist der 14. Kriminalroman in einer Serie von Tony Hillerman. Unter dem Titel Hunting Badger erschien er 1999 in englischer Sprache, deutschsprachig erstmals 2001 im Rowohlt Verlag.

## Hintergrund
Dachsjagd ist ein Roman von Tony Hillerman aus seiner Serie von Ethno-Krimis, in deren Mittelpunkt die beiden Ermittler Joe Leaphorn und Jim Chee stehen. Kontext ist die Navajo Tribal Police (Polizei der Navajo Nation Reservation), das soziale Ambiente in der Reservation, die indianische Kultur und deren Spannungen gegenüber der „weißen“ Mehrheits-Zivilisation. Die Reservation liegt im dünn besiedelten Nordosten des US-Bundesstaats New Mexico.

## Personen

### Ermittler
- Officer (Beamter) Jim Chee (Kriegername: „Der, der weit voraus denkt“ oder „Tiefer Denker“), ein Angehöriger der Navajo (auch: Dinee, „Volk“). Er hatte die Absicht, Hataalii[Anm. 1] zu werden, einer, der rituelle Gesänge beherrscht, die eingesetzt werden, wenn ein Mensch mit sich und seiner Umwelt nicht mehr im Einklang lebt und deshalb erkrankt. Er erhält im Laufe des Romans von seinem Mentor den Auftrag, selbst zu entscheiden, ob er soweit ist, diese Aufgabe ausführen zu können. Chee ist tief in der Navajo-Kultur verwurzelt. Er ist nicht mehr kommissarischer Leiter der Polizeidienststelle in Tuba City, wie im vorangegangenen Roman, Die Spur des Adlers. Der damit verbundene Papierkram hat ihm gar nicht gefallen. Er hat sich zurückstufen lassen und ist wieder der Dienststelle in Shiprock zugeteilt.
- Bernadette Manuelito („Bernie“) ist eine Kollegin von Chee.
- Captain Largo ist der Chef von beiden und hat meist schlechte Laune.
- Cowboy Dashee ist Hopi, stellvertretender Sheriff von Coconino County, und mit Chee seit langem befreundet.
- Joe Leaphorn war Lieutenant (Leutnant) der Navajo Tribal Police und ist seit einiger Zeit pensioniert. Er ist ebenfalls Angehöriger der Navajo und war früher Vorgesetzter von Chee. Nach dem Tod seiner Frau vor einigen Jahren und seiner Pensionierung ist er einsam und widmet sich aus Langeweile Ermittlungen. Er wohnt in Windows Rock und kommt der Ethnologin Louisa Bourebonette zunehmend näher.
- Captain Stoner, ehemals bei der New Mexico State Police in Gallup, befindet sich ebenfalls im Ruhestand, jobbt aber als Sicherheitschef im Ute-Spielkasino.
- Ebenfalls als Sicherheitsmann des Kasinos arbeitet, um sein Gehalt aufzubessern, Deputy Sheriff Teddy Bai vom Montezuma County.
- Special Agent Damon Cabot leitet eine Fahndung des FBI.

### Die anderen
- Louisa Bourebonette ist Ethnologie-Professorin an der Northern Arizona University. Sie sammelt indianische Überlieferungen und ist mit Joe Leaphorn befreundet.
- Frank Sam Nakai, ältester Bruder der Mutter von Chee und sein Mentor bei dem Versuch, Hataalii zu werden, befindet sich im Endstadium einer Erkrankung an Lungenkrebs. Er ist mit Blue Woman verheiratet.
- Roy Gershwin hat Kontakte in die rechte, militante Szene und bietet Informationen, die für die Ermittlungen entscheidend sein könnten.
- Buddy Baker gehört zur rechten, militanten Szene, die sich in der Bewegung „Rights Militia“ versammelt hat.
- George Ironhand ist Ute mit einem berüchtigten Vorfahren und gehört ebenfalls zur rechten, militanten Szene.
- Everett Jorie, ehemaliger Radio-Moderator rechtslastiger Sendungen und Rechtsanwalt, ist ein Intellektueller der rechten, militanten Szene und bekannt dafür, seine Nachbarn mit Gerichtsverfahren zu überziehen.
- Eldon Timms, Eigentümer eines ältlichen Flugzeugs, hält die Situation für günstig, dafür eine Menge Geld zu bekommen.
- Bashe Lady, eine alte Frau aus dem Stamm der Ute, ist eine Interviewpartnerin bei den Forschungen von Louisa Bourebonette. Bashe Lady weiß eine ganze Menge über George Ironhand und seine Familie.
- Patti J. Collins leitet und koordiniert die Hubschrauberflüge des Umweltamtes.

## Handlung

### Kontext
Der Roman spielt 1999. Ein Jahr zuvor hatte es, nachdem ein Polizist bei einer Verkehrskontrolle erschossen worden war, eine – vergebliche – Großfahndung nach den Tätern gegeben, die in dem Gewirr aus Canyons in der Gegend untertauchten. Darauf wird in dem Roman immer wieder Bezug genommen.
In dem Gebiet der Reservation gibt es zahlreiche aufgelassene Kohle- und Uranminen. Erstere stammen vor allem aus dem 19. Jahrhundert, letztere aus den 1940er Jahren, wobei Kohle und Uran häufig in aneinander grenzenden Schichten vorkommen. Die Abraumhalden strahlen nach wie vor radioaktiv. Das Umweltamt versucht, diese alten Abraumhalten zu identifizieren, damit sie abgedeckt werden können.

### Der Kriminalfall
Drei Männer überfallen das Ute-Kasino, erschießen dabei einen Wachmann, verletzen einen anderen schwer und rauben mehr als 400.000 $US. Der schwer verletzte Wachmann ist ein guter Bekannter von Bernadette Manuelito. Er gerät in Verdacht, Informant für den Überfall gewesen zu sein. Bernadette Manuelito wendet sich deshalb an Jim Chee und bittet ihn um Hilfe bei der Aufklärung des Verbrechens.
Joe Leaphorn bekommt von dritter Seite Informationen zugespielt, die für eine Aufklärung des Verbrechens wichtig sind, kann sie aber nur schwer weitergeben, weil er sonst den Informanten gefährden würde. Er beginnt selbst Ermittlungen und stößt auf eine weitere Leiche.
Erst als Leaphorn und Chee aufeinander treffen und die jeweiligen Informationen austauschen, kommt der Fall voran – ein Muster, das auch schon die Handlungen der vorangegangenen Romane der Serie bestimmt hat.
Weiteres Schlüsselelement ist, dass Jim Chee die Informationen aus den Erzählungen von Bashe Lady ernst nimmt, einen realen Hintergrund vermutet und damit auf das Versteck der Verbrecher stößt.

### Nebenhandlungen
Im Laufe der Handlung wird Jim Chee zunehmend klar, dass er in Bernadette Manuelito verliebt ist – umgekehrt ist das schon lange der Fall.
Joe Leaphorn und Louisa Bourebonette sind sich inzwischen sehr nahegekommen. Er bezieht sie in seine Ermittlungen ein, bespricht sie mit ihr, wie er das früher mit seiner Frau, Emma, getan hat.

## Ausgaben
- Tony Hillerman: Hunting Badger. HarperCollins, New York 1999, ISBN 0-06-019289-5 (englischsprachige Erstausgabe).
- Tony Hillerman: Dachsjagd. Rowohlt Verlag, Reinbek bei Hamburg 2001, ISBN 3-498-02958-4 (deutschsprachige Erstausgabe).
- Tony Hillerman: Dachsjagd. Rowohlt Verlag, Reinbek bei Hamburg 2002, ISBN 3-499-23332-0 (deutsch).